# Sport hippique aux Philippines
 (novembre 2021).

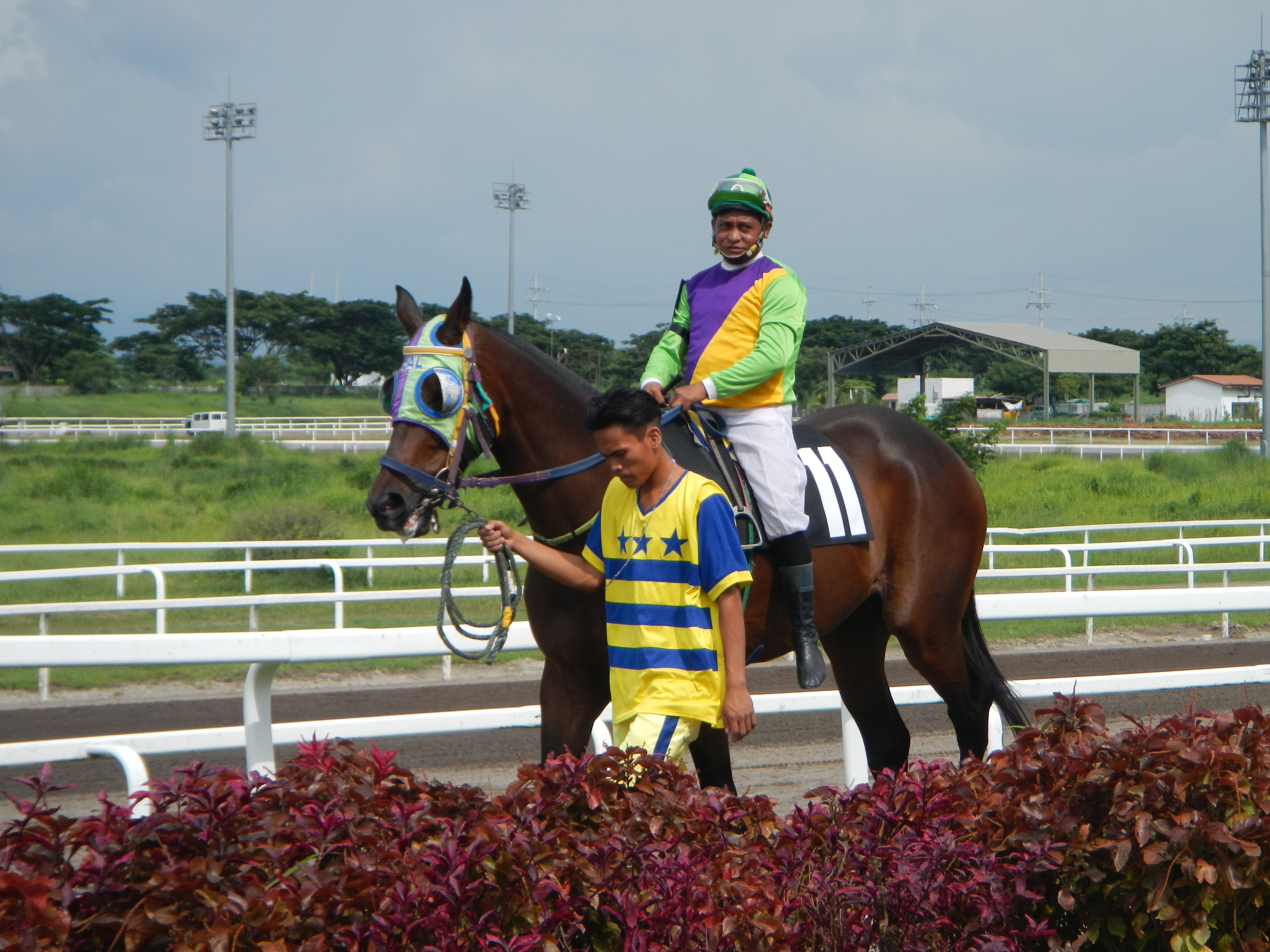
Un jockey philippin sur son cheval de course, escorté jusqu'aux pistes, au Saddle Clubs Leisure Park (Santa Ana Park) Race Track à Sabang, Naic, Cavite, aux Philippines, le 21 juillet 2013.

Le sport hippique aux Philippines a débuté comme activité récréative en 1867. Son histoire se divise en trois grandes périodes basées sur la race des chevaux de course, en conjonction avec les trois époques importantes de l'histoire des Philippines. Selon le type de chevaux utilisés, les périodes sont l'ère du poney philippin (1867-1898), l'ère du cheval arabe (1898-1930) et l'ère du Pur-sang (1935-présent).
L'ère des poneys philippins fait référence à l'époque où les Philippines étaient sous contrôle espagnol. À cette époque, les chevaux de course étaient issus de lignées allemande, persanes et israéliennes issues de la période classique de l'histoire des Philippines, 900-1521.
La période arabe fait référence à l'époque où les « Philippines américaines » sont un territoire des États-Unis, de 1898 à 1946, bien que l'ère du cheval arabe n'ait duré que jusqu'en 1935.
L'ère du Pur-sang (1935-présent) a vu le remplacement de l'élevage de l'Arabe pour les courses de chevaux par le Pur-sang élevé localement. Cette ère s'est poursuivie lorsque les Philippines sont devenues une république indépendante en 1946.

## Époque espagnole (1521-1898)
À l'époque espagnole, les courses sont une activité récréative à fonction sociale, permettant d'étaler la richesse des participants.

### Époque des poneys philippins (1867-1898)

#### Courses en ligne droite
Le premier témoignage écrit à propos de courses de chevaux aux Philippines remonte à 1867. À cette époque, un parcours rectiligne et plat mesurant 1/4 milles (402 m) est utilisé,. De 1867 à environ 1881, la race commune de chevaux utilisée est de souche suluan, indienne et chinoise. Toujours en 1867, le Manila Jockey Club (MJC) a été fondé par le gouverneur général des Philippines José de la Gandara y Navarro, un Espagnol, avec les membres fondateurs du club (les socios fundadores, signifiant littéralement « partenaires fondateurs »). La MJC est le premier club de course établi en Asie du Sud-Est, avec 100 partenaires fondateurs issus des « familles éminentes et aisées »[réf. nécessaire] de l'époque, comprenant des Espagnols, des Philippins et des Anglais. Ces familles comptent les Ayalas, les Zobels, les Tuasons, les Elizaldes, les Boustead et les Prietos. Edward Boustead était le père de Nellie Boustead, une Française courtisée par deux héros révolutionnaires philippins, à savoir José Rizal et Antonio Luna.
La MJC ayant été créée en tant que club social et récréatif, de 1867 aux années 1870, seules des « courses amusantes » sans paris ont lieu chaque année, en avril ou en mai. Le parcours rectiligne allait de la Basilique de San Sebastian, Manille jusqu'à l'église Quiapo. Les prix offerts aux jockeys gagnants comprennent une médaille d'or, une médaille d'argent et une montre ornementale.

#### Courses de chevaux ovales à l'anglaise
Les courses de chevaux de style anglais ont été courues pour la première fois aux Philippines à partir de 1881, se tenant deux fois par an pendant quatre jours consécutifs. L'événement a été soutenu par le gouverneur général Eulogio Despujol. L'emplacement a été déplacé en 1881 de la MJC à Quiapo, Manille à l'ovale de l' Hippodromo de Santa Mesa (Hippodrome de Santa Mesa) dans le district de Santa Mesa, également dans le quartier espagnol de Manille, à côté de la rivière Pasig. En 1880, Quiapo était devenu un quartier de magasins et de résidences d'hommes d'affaires. Le nouvel emplacement était une rizière louée par le club aux Tuasons, un membre du club familial. La tribune à côté de la nouvelle piste ovale était faite de nipa et de bambou. À l'époque, les courses de chevaux sur la piste ovale se déroulaient dans le sens des aiguilles d'une montre, comme en Angleterre, mais désormais, elles se déroulent dans le sens inverse des aiguilles d'une montre, comme aux États-Unis.
Les activités hippiques de la MJC ont été suspendues pendant la Révolution philippine de 1896, un conflit entre les soldats espagnols et les révolutionnaires philippins. Elles reprennent après la ratification du Pacte de Biak-na-Bato en 1897. La trêve a été célébrée à Manille par une fête pendant tout le mois de janvier 1898. La MJC avait l'intention de célébrer la trêve en organisant une course connue sous le nom de Gran Copa de Manila ("Coupe du Grand Manille") en mai 1898. Le trophée pour le cavalier gagnant aurait été une coupe de 22 pouces (56 cm) en argent fabriquée à Hong Kong, agrémentée de têtes de chevaux et d'un portrait de Justitia, la déesse de la justice. Mais ce ne fut pas le cas, car en 1898, les courses de chevaux aux Philippines ont été suspendues avec le début de la guerre hispano-américaine, qui a duré du 25 avril au 12 août 1898. Le trophée de la Gran Copa a été envoyé par la MJC à la Shanghai Bank à Hong Kong pour être conservé et n'a été restitué qu'en 1937, après 38 ans.

## Ère américaine (1898-1946)
Après la guerre hispano-américaine, les Philippines sont devenues un territoire des États-Unis, car l'Espagne a choisi de faire la paix avec les États-Unis, aboutissant au traité de Paris de 1898, où l'Espagne a négocié des conditions favorables aux États-Unis, permettant le contrôle américain temporaire de Cuba et cédant une autorité coloniale indéfinie sur Porto Rico, Guam et les îles Philippines - en tant que possessions insulaires - aux États-Unis,,.

### L'ère du cheval arabe (1898-1955)
Les courses de chevaux à l'hippodrome de Santa Mesa (également connu sous le nom d'ovale de Santa Mesa) ont reprises aux Philippines en 1899. En 1900, la MJC a été déplacée à San Lazaro dans le quartier de Santa Cruz, Tayuman, à Manille (la MJC est actuellement connue sous le nom de San Lazaro Leisure &amp; Business Park). Le site mesurait 16 hectares (40 acre) et avait une tribune et une piste de 1200 mètres ou six stades. En 1901, sous le mandat du gouverneur général américain William Howard Taft, la « démocratisation des courses de chevaux » a permis à « des personnes de toutes les couches sociales » de se rendre à l'hippodrome lors des journées de courses hippiques[réf. nécessaire]. Les paris ont été introduits et autorisés en 1903,. En 1930, des races étrangères telles que les chevaux arabes ont été importées par le Bureau of Agriculture. Toujours en 1930, le Bureau of Animal Industry a été créé et a continué à importer des chevaux arabes.
Pendant ce temps, deux autres hippodromes tentent de rivaliser avec la MJC : le Pasay Country Club (entre Harrison Street et Vito Cruz Street) et un autre à Cebu. Ni l'un ni l'autre n'ont duré longtemps.

### L'ère du pur-sang (1935-1946)

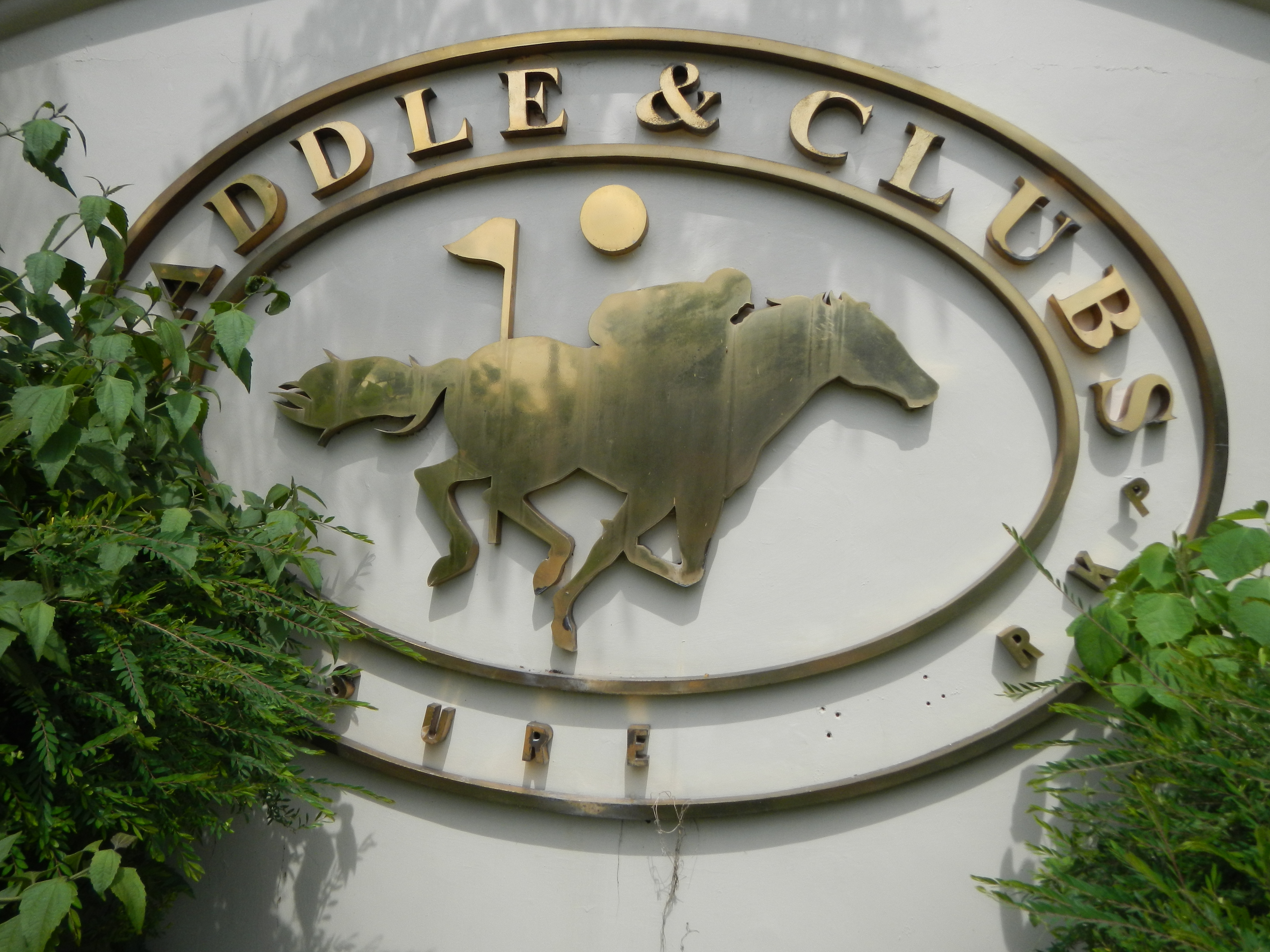
Le logo du "Saddle & Clubs Leisure Park" du Philippine Racing Club à Naic, Cavite, Philippines (2013).

En 1935, la législature philippine autorise la tenue de courses par le Philippine Charity Sweepstakes Office, qui a remplacé le National Charity Sweepstakes le 30 octobre 1934,. La MJC a été incorporée en 1937, devenant le Manila Jockey Club, Inc. (MJCI) transformant l'association sociale en entreprise.
En 1937, le Philippine Racing Club est créé à Makati et devient un concurrent du MJCI. Fondé par des hommes d'affaires philippins et américains, le Philippine Racing Club (PRC) a également été organisé dans le but d'utiliser des races de chevaux de « qualité supérieure » pour les courses hippiques. En 1939, la loi du Commonwealth n° 156 est entrée en vigueur. Cette loi du Commonwealth a ensuite été modifiée. L'objectif de la loi n° 156 du Commonwealth était d'inclure la Philippine Tuberculosis Society Inc. dans l'organisation annuelle de courses nationales du Grand Derby, dans le but de promouvoir l'élevage de chevaux locaux ou indigènes aux Philippines.
Au début des années 40, lorsque Rafael Roces devient président de la MJCI, il introduit deux types de paris au menu des courses hippiques : le pari « double quotidien » et le llave pari ("clé"). Le pari double quotidien est unique aux Philippines et n'est pas proposé dans d'autres pays. Le double pari quotidien est toujours populaire aujourd'hui.
Sous possession américaine, les Philippines s'impliquent dans la Seconde Guerre mondiale (1939-1945). Bien que la guerre ait commencé en 1939, elle n'a commencé à affecter directement les Philippines qu'en 1941, lorsque les États-Unis sont entrés en guerre. La MJCI a dû fermer pendant toute la durée de la guerre. À partir de 1941, le trophée Gran Copa de la MJCI était conservé par le Dr Salustiano Herrera, un officier du club. Les forces armées japonaises d'invasion ont utilisé les locaux de la MJCI comme caserne. Après la Seconde Guerre mondiale, les bâtiments de la MJCI ont été transformés par les Américains en un établissement avec « un hôpital et une garnison ».
Herrera a rendu le trophée Gran Copa à la MJCI et il a été installé dans la salle des trophées.

## Indépendance (1946-présent)
Après la Seconde Guerre mondiale, la République des Philippines a été officiellement reconnue comme nation indépendante, le 4 juillet 1946.

### L'ère du pur-sang continue (1946 - présent)

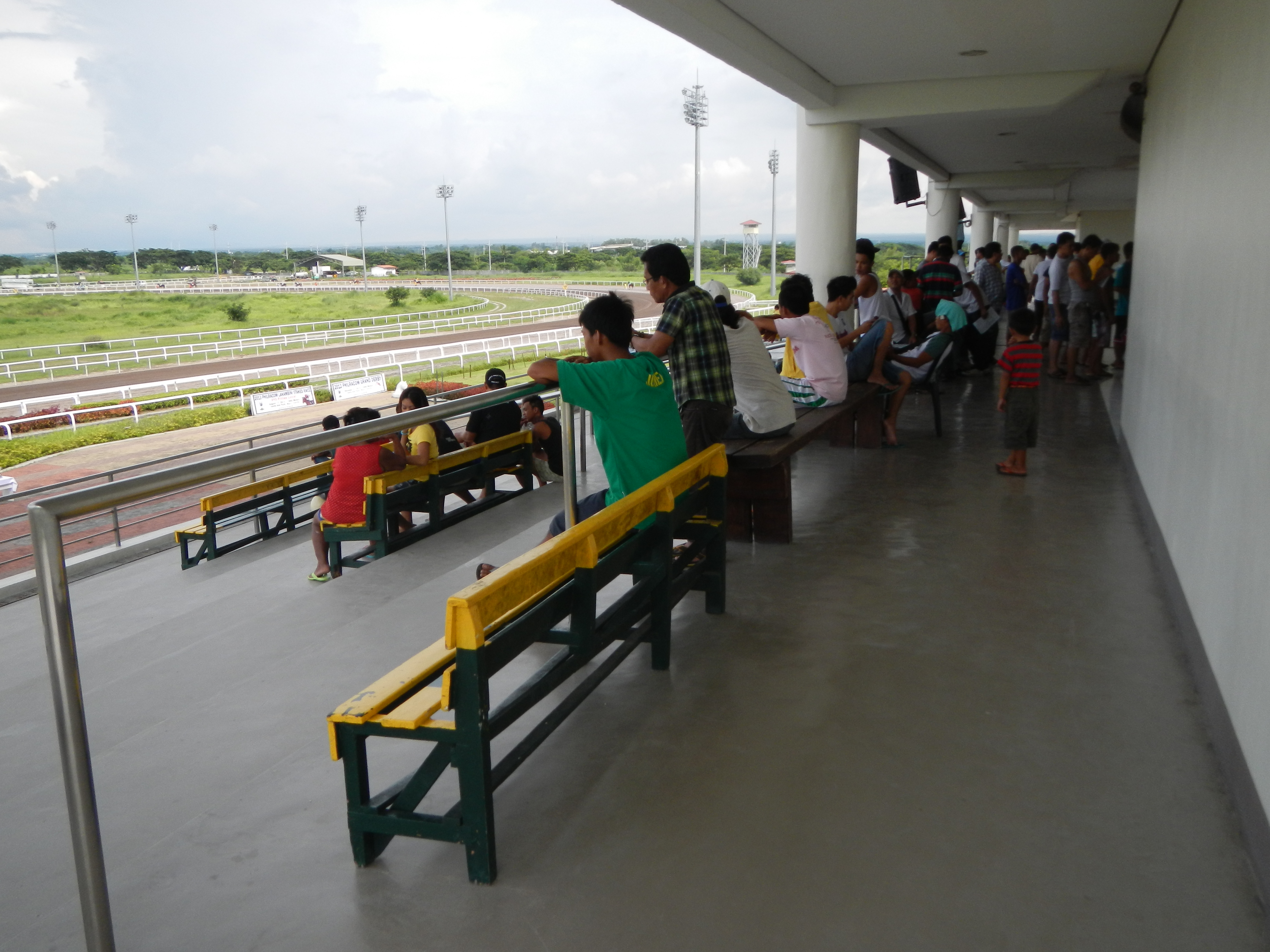
Spectateurs sur la piste de course du Saddle & Clubs Leisure Park (Santa Ana Park) à Sabang, Naic, Cavite, Philippines (juillet 2013).

#### Années 1940
En mars 1946, les installations hippiques de la MJCI sont restituées à ses adhérents. Il a fallu deux mois de reconstruction avant que l'hippodrome ne soit ouvert au public. En 1948, la Commission des courses a été créée par la loi de la République. N° 309, une loi signée par l'ancien président philippin Elpidio Quirino pour réglementer les courses de chevaux.

#### Années 1950
En 1951, le président Quirino a en outre signé le décret exécutif n° 392, un décret présidentiel qui a abouti à la création du Conseil des jeux et des divertissements, qui a été chargé de réglementer les jeux publics. Le Conseil a également été chargé d'appliquer les lois sur les jeux d'argent.
En 1957, après l'enregistrement de la MJCI à la Bourse de Manille, des stations de paris hors piste ont été créées à Manille, Pampanga, Cavite et dans d'autres provinces dans le but d'éradiquer les bookmakers illégaux. Les courses hippiques du club ont été retransmises à la télévision via VHF Channel 11.

#### Années 1960
En 1964, les Philippines sont devenues l'hôte de la quatrième conférence asiatique des courses. En 1965, le haras national est créé, par l'approbation de l'ancien président philippin Ferdinand Marcos de la loi de la République n°4618. Le Haras National a trois missions principales. Premièrement, il s'agit d'empêcher l'importation illégale de races étrangères de chevaux. Deuxièmement, il s'agit d'améliorer les courses existantes de chevaux philippins. La troisième consiste à remplir d'autres fonctions liées aux courses de chevaux. En 1969, la réglementation de la « répartition des salaires bruts sur les courses de chevaux » a été lancée par l'approbation de la loi de la République n° 6115. Au cours des années 1960, les Philippines sont devenues membre de l'Asian Racing Conference (ARC), qui se concentre sur la manière d'améliorer davantage les courses de chevaux dans la région.

#### Années 1970

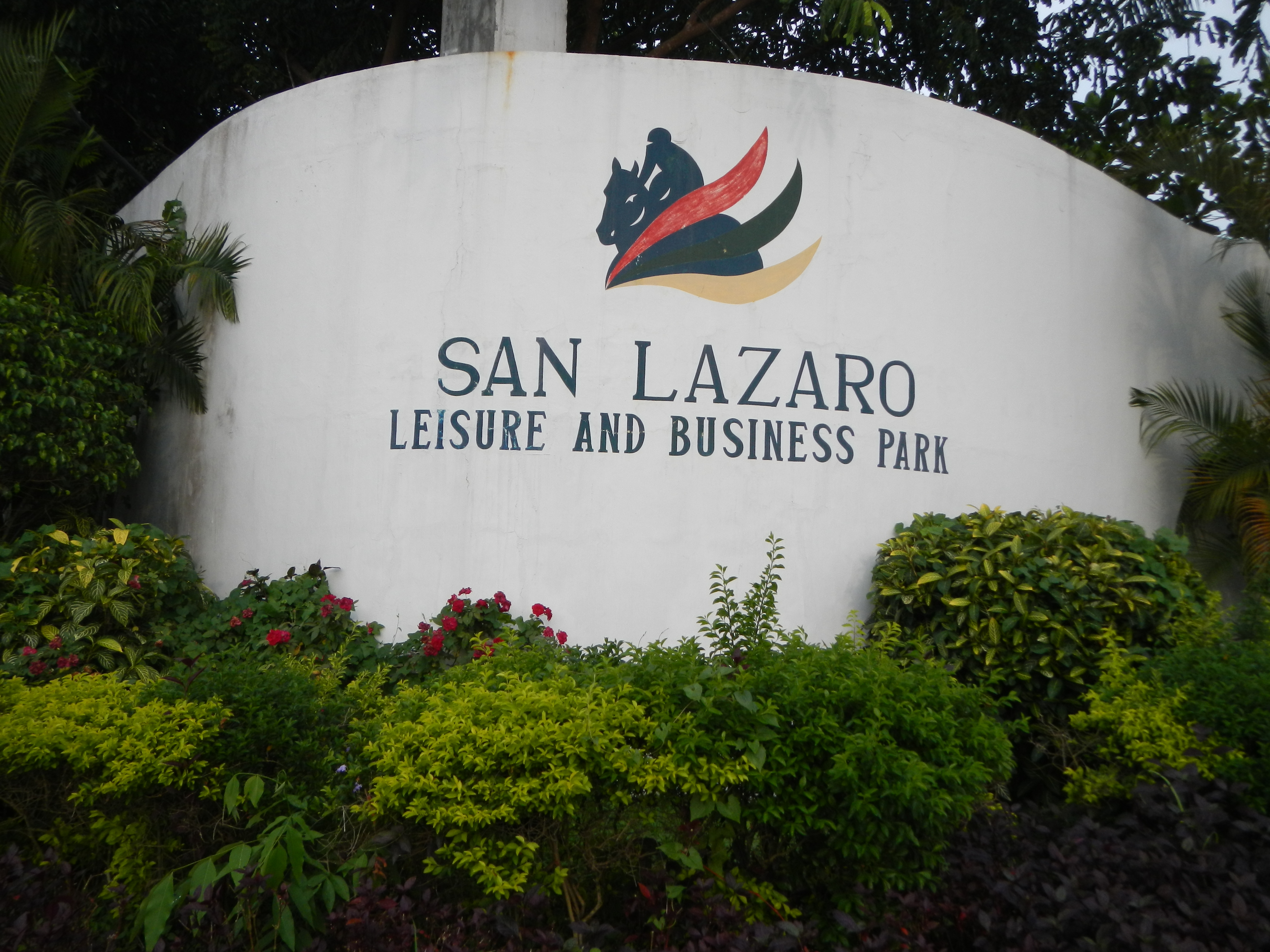
Enseigne du parc de loisirs et d'affaires San Lazaro de la MJCI à Lantic, Carmona, Cavite aux Philippines (juin 2013).

En 1971, le trophée Gran Copa de la MJC a été perdu dans un incendie. Seule une réplique est conservée au parc de loisirs de San Lazaro (SLLP). Malgré cette perte, l'épreuve hippique de la Gran Copa de Manille s'est poursuivie dans les années 1970. Sponsorisées par San Miguel Beer, deux divisions de la Gran Copa de Manila sont organisées. L'événement se fait connaître sous le nom de San Miguel Beer Copa ou SMB Copa en raison du parrainage de la SMB,.
En 1972, la MJCI et la PRC ont obtenu des concessions pour « construire, exploiter et entretenir leurs propres hippodromes pendant une période de 25 ans ». Cela a été promulgué par le Congrès philippin avec les lois de la République n° 6631 et 6632.
En 1974, la douzième Conférence asiatique des courses se tient aux Philippines. Toujours en 1974, la Philippine Racing Commission (PHILRACOM) est créée par le décret présidentiel n°420. PHILRACOM s'est vu confier la responsabilité de promouvoir et d'administrer le développement des courses de chevaux aux Philippines en tant que « sport et source de revenus et d'emplois ». Le PHILRACOM a été créé grâce aux efforts de la Metropolitan Association of Race Horse Owners (MARHO), une organisation constituée pendant une pénurie d'aliments pour chevaux, tels que l'avoine. Le 20 mars 1974, les deux entités partageant l'autorité sur les courses de chevaux sont la Philippine Racing Commission et le Games and Amusements Board (GAB).
Depuis le 3 juin 1977, en vertu du décret présidentiel n°1157, le taux des taxes sur les courses de chevaux (avec Jai-alai) est équivalent à 10 % des gains ou des dividendes du concours d'un individu correspondant à chaque billet gagnant, après déduction du coût du billet.

#### Années 1980
En 1988, le décret exécutif n° 194 a réduit le niveau des taxes sur les courses hippiques. Cette baisse des taux d'imposition s'est produite grâce aux efforts de la MARHO, qui était alors dirigée par Federico "Eric" Moreno, un juge philippin.

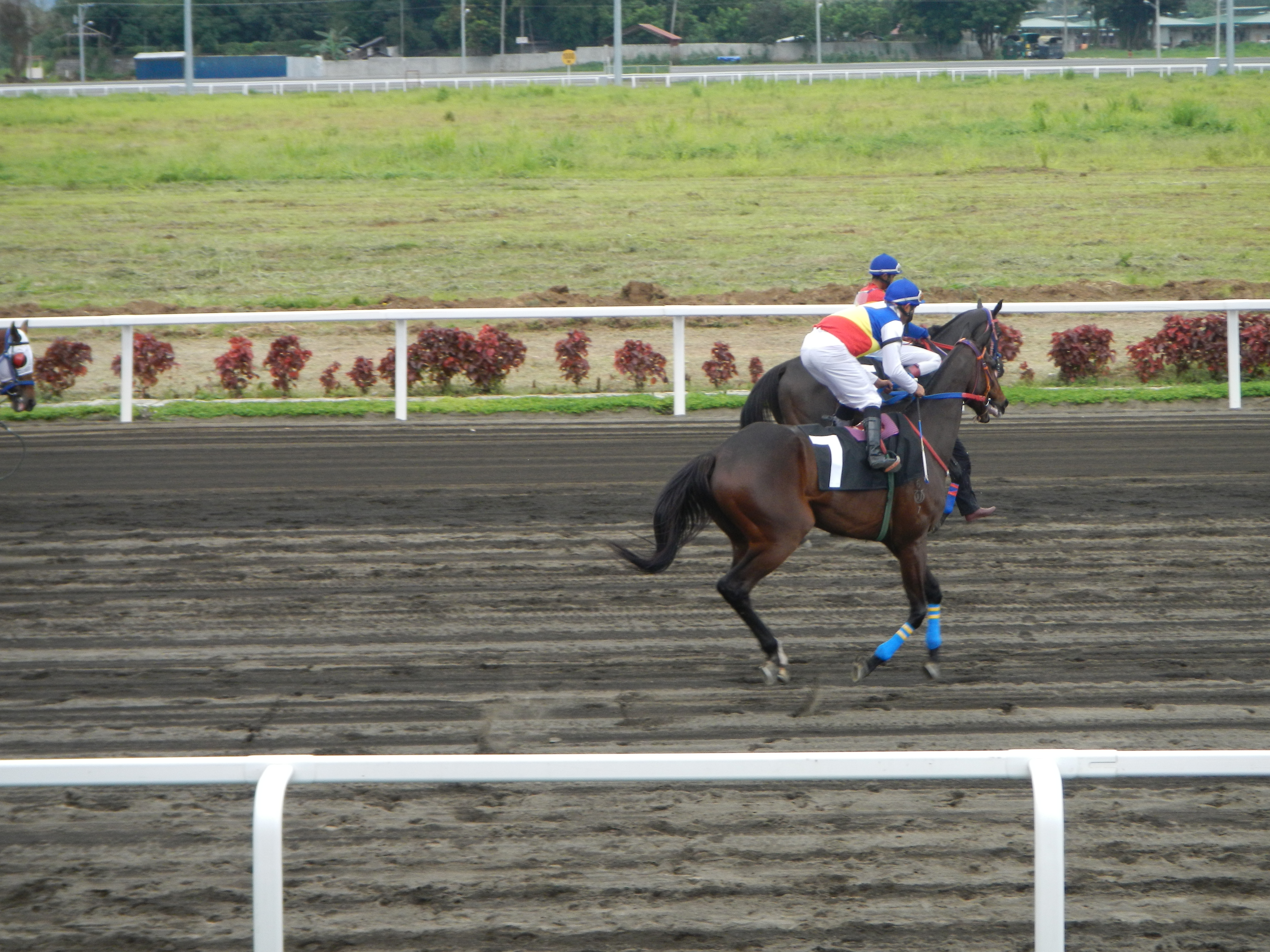
Une course de chevaux au Metro Manila Turf Club Race Track à Batangas, Philippines, le 14 juillet 2013.

#### Années 90
Au début des années 90, la technologie informatique a été utilisée pour les opérations quotidiennes du MJCI.
En 1992, un programme de surveillance de l'anémie infectieuse des équidés (AIE) a été initié par le Haras National pour tous les reproducteurs. Les tests adoptés étaient le test de Coggins (également connu sous le nom de test d'immuno-diffusion sur gel d'agar (AGID)). En 1995, le Blood Typing and Parentage Validation Program a également été adopté par la NSF pour les chevaux sous contrat avec le Royal Western India Turf Club, Inc. (RWITC). En 1996, la Stud Book Authority des Philippines (SBAP, également connue sous le nom de The Philippine Stud Book Volume I) a été reconnue par l'International Stud Book Committee (ISBC). La Stud Book Authority des Philippines a enregistré les « activités d'élevage de plus de 500 juments Pur-sang » (y compris celles qui se reproduisaient aux Philippines) à partir de 1994.
En 1996, le programme annuel MARHO Breeders Cup (MBC) a été créé par le leader, propriétaire et éleveur de chevaux MARHO Aristeo "Putch" Puyat, en collaboration avec Leonardo "Sandy" Javier, Jr., co-leader Puyat chez MARHO. Le programme récompense les propriétaires de chevaux, les éleveurs de chevaux, les jockeys et les entraîneurs méritants, en se concentrant uniquement sur le « stock de haute qualité » de chevaux élevés aux Philippines.
En novembre et décembre 1997, une épidémie de grippe équine a affecté les courses hippiques aux Philippines.
En 1999, le deuxième volume de la Stud Book Authority of the Philippines connu sous le nom de Philippine Stud Book Volume II a été publié, un enregistrement des "activités d'élevage de plus de 600 juments Pur-sang" dans le pays de 1995 à 1998, y compris des étalons qui ont donné une progéniture de juments gravides (vivantes) importées aux Philippines pendant cette période.

#### Années 2000
En 2000, le décret exécutif n° 296 a été signé par le président philippin Joseph Estrada pour intégrer le « personnel, les programmes et les ressources » du Haras national avec d'autres unités et agences gérées par le ministère de l'Agriculture. Avec cet arrêté, la Stud Book Division  est devenue la Stud Book and Animal Registry Division (SBARD), la plaçant sous le contrôle du Bureau et de l'industrie animale (BAI). Avec le même Ordre, la Division du Stud Book est devenue la Stud Book Authority des Philippines (SBAP)[pas clair]
En 2001, trois chevaux Pur-sang appartenant à des Japonais et élevés aux Philippines ont été exportés au Japon et se sont avérés être de qualité « au pair » avec les chevaux de course élevés dans d'autres pays.
En 2003, la division Philippine National Stud Book a été transférée du ministère de l'Agriculture à la Philippine Racing Commission, un bureau qui était directement sous le contrôle du bureau du président des Philippines. Le décret a été approuvé par la présidente philippine Gloria Macapagal Arroyo. Toujours en 2003, les bureaux et l'hippodrome de la MJCI ont été transférés à Carmona, Cavite au parc de loisirs de San Lazaro (SLLP), un complexe de 77 hectares (190,27114337 acre).
En 2004, après le début du transfert de personnel, de programmes et d'autres ressources de la division Stud Book à la Philippine Racing Commission, le Philippine Stud Book Volume III a été publié, enregistrant les activités d'élevage de 676 juments pur-sang de 1999 à 2002. Toujours en 2004, le premier festival hippique de la MARHO Founders Cup (également connu sous le nom de "Pearl Stakes") a été lancé par les fondateurs de MARHO pour célébrer la fondation de l'organisation.
En 2005, Benhur C. Abalos est devenu le leader de MARHO. Abalos et d'autres membres du MARHO ont engagé des poursuites judiciaires et policières contre les activités des bookmakers illégaux. La campagne se poursuivra jusqu'en 2006. Toujours en 2005, le programme de surveillance et d'éradication de l'anémie infectieuse des équidés (AIE) a été rendu obligatoire par PHILRACOM pour tous les chevaux de course. Des « passeports » d'identification ont également été délivrés pour tous les chevaux de course, y compris les pedigrees, la vaccination, les résultats des tests de laboratoire et d'autres informations requises.
Également en 2005, le MJCI a développé un site web présentant des courses de chevaux, des conseils et les résultats des courses. En 2006, MJCI est devenu le premier club hippique aux Philippines à fournir des informations sur les courses de chevaux par messagerie texte, un programme connu sous le nom de Karera Info sa Text , avec l'intention d'introduire les paris par SMS.
Toujours en 2006, le programme de validation des groupes sanguins et de la parenté pour les chevaux de course a été remplacé par un programme de technologie de l'ADN. Un programme de numérotation par puce électronique a également été adopté en 2007 pour les poulains nés en 2005. Toujours en 2006, en raison de l'Accord international sur l'élevage, les courses et les paris (IABRW), les Philippines sont devenues signataires d'articles importants publiés par la Fédération internationale des autorités hippiques (IFHA) concernant l'élevage de chevaux de course. Le 8 décembre 2006, le San Lazaro Leisure Park Turf Club de la MJCI est devenu le premier « racino » d'Asie. La zone de jeux de casino, nommée Casino Filipino à San Lazaro, se trouve au dernier étage du SLLP Turf Club.
En 2008, les bureaux et l'hippodrome de Santa Ana du PRCI ont été transférés de Makati au nouveau parc de loisirs Saddle and Clubs de Naic, Cavite.

#### Années 2010

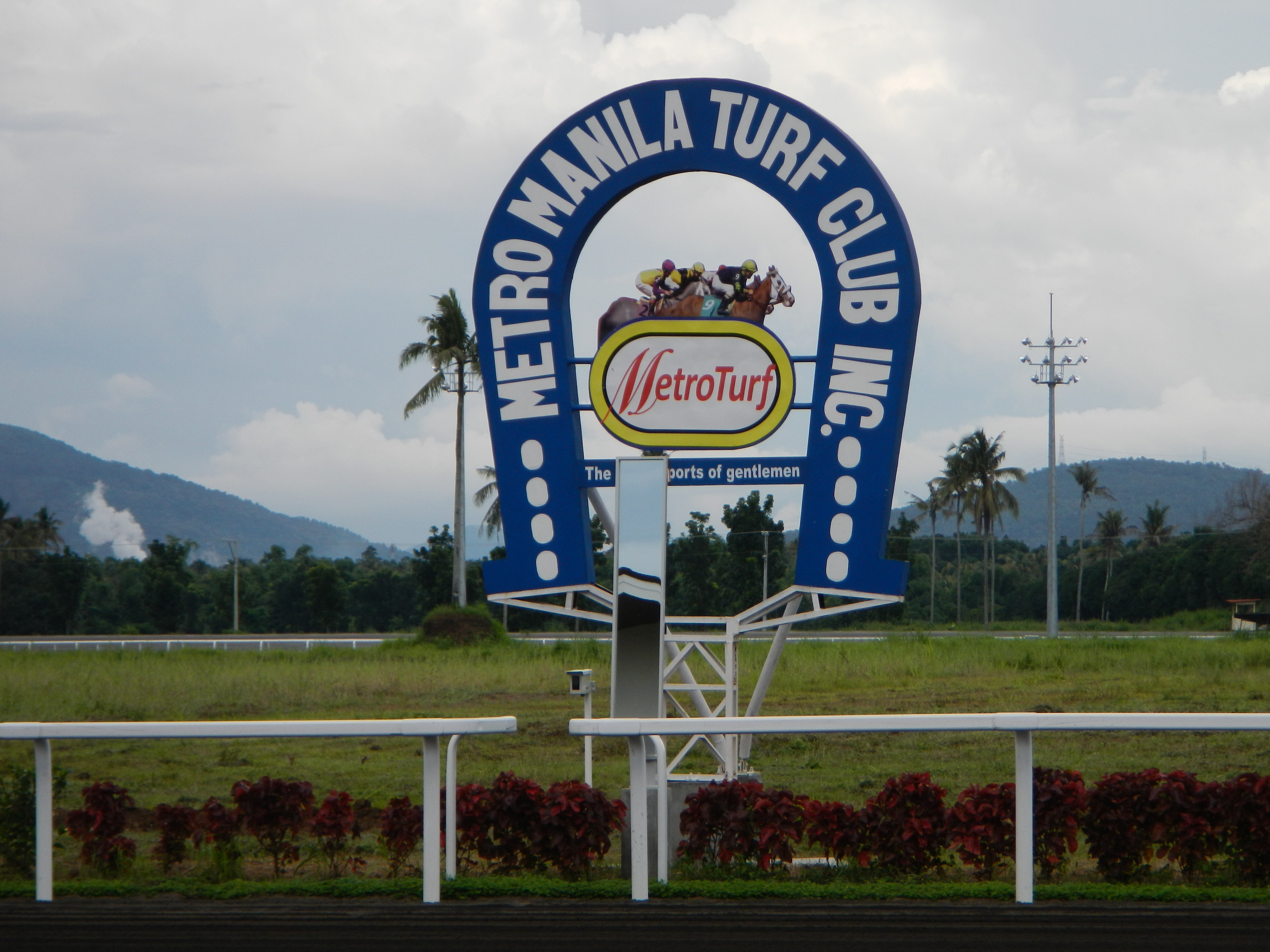
Poteau d'arrivée du Metro Manila Turf Club Race Track à Malvar et Tanauan, Batangas, Philippines. Ce club hippique a ouvert ses portes en février 2013.

En février 2013, le Metro Manila Turf Club, Inc. (également connu sous le nom de Metro Turf ou MMTCI) ouvre ses portes, devenant le troisième centre hippique de classe mondiale du pays. Il opère à Malvar, Batangas.
Jusqu'à fin 2012, les courses se déroulaient le mardi ou le dimanche, en alternance. Les sites de course ont été alternativement gérés par le PRCI et la MJCI. Avec l'entrée de MMTCI en 2013, le calendrier des courses a été divisé entre les trois hippodromes ; les jours de course sont organisés en alternance de sorte qu'une seule piste fonctionne chaque jour de course.
En novembre 2018, la MMTCI a écrit à Philracom qu'elle envisageait de suspendre ses opérations pour le premier trimestre de 2019, citant, entre autres, des pertes financières. Un groupe de propriétaires de chevaux inquiets a approché la direction du club et a proposé de gérer eux-mêmes l'hippodrome. Ce groupe de « chevaliers blancs », qui s'appelle lui-même le « nouveau conseil d'administration », est dirigé par l'ancien maire de Mandaluyong Atty. Benjamin C. Abalos Jr. et Atty. Narciso O. Morales. Ils ont commencé à exploiter MMTCI en janvier 2019.